# Плави 9
Плави 9 је југословенски драмски филм, снимљен 1950. године у режији Крешимира Креше Голика.

## Радња
Фабрис, центарфор, вођа напада фудбалске екипе лучког града, је себични индивидуалиста који је уверен да је незамењив у првом саставу локалног фудбалског тима. Фабрис је и велики женскарош који, крајње надмено и самоуверено покушава да заведе младу Нену, вредну чланицу радног колектива и веома успешну пливачицу. Међутим она је блиска са вредним и добрим радником Здравком, који је, поред тога и талентовани фудбалер, такође центарфор као и Фабрис.

## Улоге
| Глумац             | Улога                    |
| ------------------ | ------------------------ |
| Ирена Колесар      | Нена                     |
| Југослав Налис     | Здравко                  |
| Антун Налис        | Фабрис                   |
| Љубомир Дидић      | Пјеро                    |
| Тјешивој Циноти    | Кибиц                    |
| Вељко Маричић      | Тренер                   |
| Шиме Шиматовић     | Иве                      |
| Стане Север        | Директор бродоградилишта |
| Љиљана Генер       | Јелица                   |
| Адам Ведерњак      | Мирко                    |
| Миљенко Драгосавац | Статистичар              |
| Јосип Данеш        | Барба Шиме               |

Комплетна филмска екипа  ▼
| Редитељ              | Крешимир Голик      |                                          |
| Сценариста           | Крешимир Голик      |                                          |
| Сценариста           | Хрвоје Мацановић    |                                          |
| Сценариста           | Гено Сенечић        |                                          |
| Композитор           | Бруно Бјелински     |                                          |
| Директор фотографије | Никола Танхофер     |                                          |
| Директор фотографије | Славко Залар        |                                          |
| Mонтажер             | Радојка Танхофер    | (као Радојка Иванчевић)                  |
| Уметнички директор   | Здравко Гмајнер     |                                          |
| Костимограф          | Ванда Павелић       |                                          |
| Помоћник режије      | Анте Бабаја         | помоћник редитеља                        |
| Помоћник режије      | Владимир Крстуловић | помоћник редитеља (као Владо Крстуловић) |
| Одсек за звук        | Теа Бруншмид        | тонска обрада                            |
| Одсек за звук        | Федор Јелер         | тонски сарадник (као Федор Јелар)        |
| Одсек за звук        | Алберт Прегерник    | тонски сарадник                          |